# Villarroya de los Pinares
Villarroya de los Pinares (aragónul Villarroya de los Pinars) község Spanyolországban, Teruel tartományban. Villarroya de los Pinares Aliaga, Pitarque, Fortanete, Valdelinares, Allepuz, Jorcas és Miravete de la Sierra községekkel határos. Lakosainak száma 163 fő (2024).

## Népesség
A település népessége az utóbbi években az alábbiak szerint változott:
| Lakosok száma | 192  | 190  | 194  | 190  | 163  | 160  | 155  | 172  | 172  | 163  |
|               | 2001 | 2004 | 2007 | 2009 | 2012 | 2014 | 2017 | 2019 | 2022 | 2024 |